# 부탄 주재 외국공관 목록

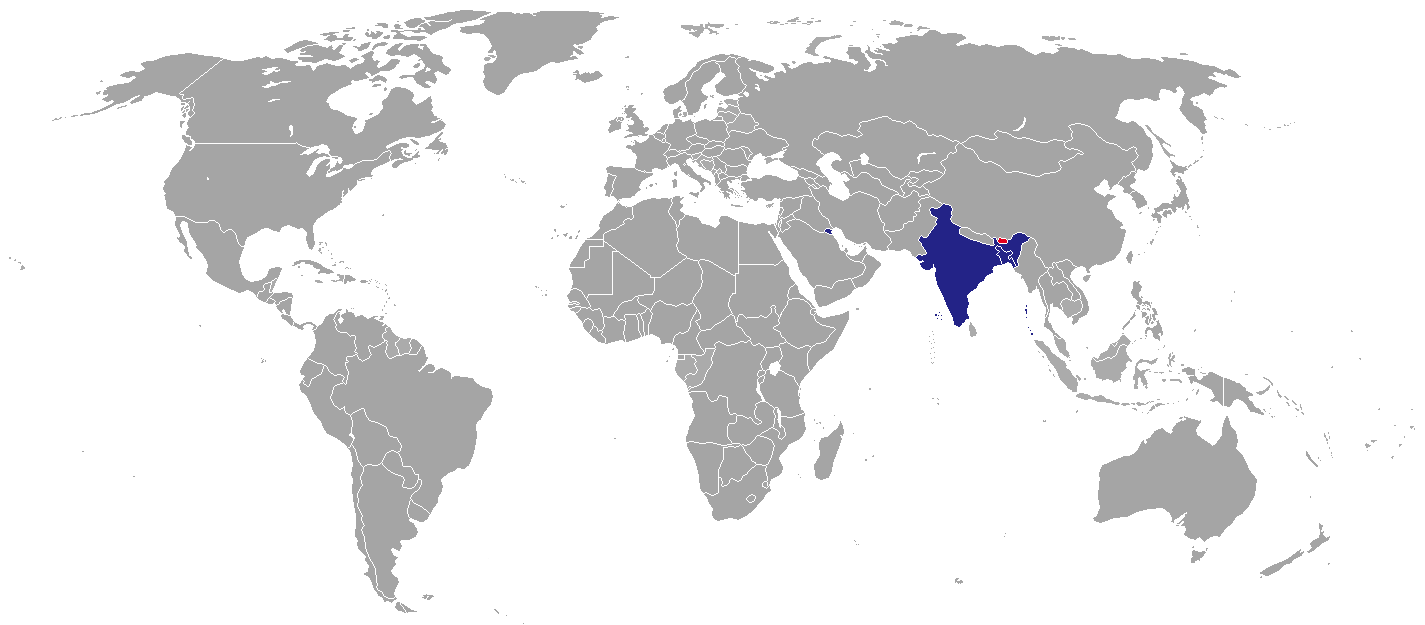
부탄에 상주하고 있는 외국공관들

부탄 주재 외국공관 목록은 부탄에 주재하는 외국공관(대사관)과 함께 부탄과 외교 관계는 수립했으나, 부탄에 공관을 설치하지 않은 국가에 대해 다룬다. 현재 팀부에 대사관을 설치한 국가는 인도와 방글라데시 뿐이다.

## 주요 공관
- 대사관 :  인도,  방글라데시
- 대표부 :  오스트리아,  덴마크,  캐나다
- 대사관 개관 예정국 :  일본,  네팔,  스리랑카,  파키스탄,  태국

## 비상주공관
다음 국가들은 부탄과 외교 관계는 수립하였으나, 부탄에 대사관을 설치하지 않은 국가들이다. 아래 도시에 표시한 지역에 설치된 공관에서 주 부탄 대사관을 겸임하고 있다.
대사관 관할지가 뉴델리, 인도
| - 오스트레일리아 - 오스트리아 - 벨기에 - 브라질 - 브루나이 - 미얀마 - 캐나다 - 캄보디아 - 중국 - 콜롬비아 - 덴마크 - 유럽 연합 - 핀란드 - 인도네시아 - 일본 - 조선민주주의인민공화국 | - 라오스 - 말레이시아 - 몰디브 - 네팔 - 네덜란드 - 노르웨이 - 오만 - 사우디아라비아 - 싱가포르 - 슬로베니아 - 스페인 - 스리랑카 - 스웨덴 - 스위스 - 태국 - 베트남 |

대사관 관할지가 다른 도시에 상주공관을 두고 있는 곳
| - 대한민국 (다카) - 말라위 (베이징 시) | - 파키스탄 (다카) - 튀르키예 (다카) |

## 같이 보기
- 부탄의 재외공관 목록